# Хелминско войводство
Хелминското войводство (на полски: Województwo chełmińskie, на латински: Palatinatus Culmensis) е административно-териториална единица в състава на Полското кралство и Жечпосполита. Административен център е град Хелмно.
Войводството възниква в средата на XV век като резултат от преобразуването на присъединената към Полша Хелминска земя (Кулмерланд). Към него е присъединена и Михаловската земя. Административно е разделено на седем повята – Хелмински, Торунски, Груджондзки, Радзински, Ковалевски, Бродницки и Новомейски. В Сейма на Жечпосполита е представено от трима сенатори и четиринадесет депутати.
При първата подялба на Жечпосполита (1772) почти цялата територия на войводството, без Торун и околността му, е анексирана от Кралство Прусия. При втората подялба (1793) и торунската област е присъединена към пруската държава.